# The Power Within
The Power Within es el quinto álbum de estudio de la banda británica de metal DragonForce. Fue presentado a mediados de abril de 2012, siendo las fechas oficiales 11 de abril en Japón, 13 de abril en Australia, 15 de abril en Gran Bretaña, 16 de abril en Europa y 17 de abril en Norteamérica. Es el primer disco con Marc Hudson (cantante). La canción "Cry Thunder" es contenido descargable en el videojuego musical Rock Band 3.

## Producción
El 2 de febrero de 2012 la banda reveló detalles de su nuevo disco en su Facebook oficial y más tarde en su sitio web: la portada del álbum, la lista de canciones y datos relacionados. Se anunció también que sería presentado en cuatro formatos diferentes: CD, Descarga Digital, LP y un Box Set de edición limitada.
El disco marca un nuevo paso en las letras de DragonForce, alejándose de la fantasía y tocando otras temáticas.
El 18 de febrero de 2012 la canción "Fallen World" fue presentada en el sitio web Metal Hammer, para convertirse en disponible para descargas el 8 de marzo.
El 29 de marzo de 2012, la cuenta de Youtube de la banda subió el video oficial de la canción "Cry Thunder". El 3 de abril el video fue mostrado en noisecreep.com, y fue disponible para descargas vía iTunes.
El 30 de marzo de 2012 la canción "Cry Thunder" se pudo escuchar gratis en el sitio RCRDLBL via SounCloud gracias a la discográfica norteamericana de la banda, Roadrunner Records. Sin embargo, la función de descarga de SoundCloud fue deshabilitada.
El 14 de septiembre de 2012 la banda presentó el video oficial de la canción "Seasons", que incluye escenas de la grabación del disco, los tours, presentaciones en vivo y detrás de escena del video "Cry Thunder".

## Listado de temas
| N.º | Título                       | Letras                        | Música           | Duración |  |
| 1.  | «Holding on»                 | Sam Totman, Herman Li         | Totman           | 4:56     |  |
| 2.  | «Fallen World»               | Totman                        | Totman           | 4:07     |  |
| 3.  | «Cry Thunder»                | Totman, Li                    | Totman           | 5:17     |  |
| 4.  | «Give Me the Night»          | Totman, Li, Frédéric Leclercq | Totman, Leclercq | 4:29     |  |
| 5.  | «Wings of Liberty»           | Totman, Li                    | Totman           | 7:22     |  |
| 6.  | «Seasons»                    | Totman, Li, Leclercq          | Leclercq         | 5:05     |  |
| 7.  | «Heart of the Storm»         | Totman, Li                    | Totman           | 4:44     |  |
| 8.  | «Die by the Sword»           | Totman, Li                    | Totman           | 4:39     |  |
| 9.  | «Last Man Stands»            | Totman, Li, Leclercq          | Totman           | 5:12     |  |
| 10. | «Seasons (Acoustic Version)» | Totman, Li, Leclercq          | Leclercq         | 4:27     |  |

Bonus tracks de la versión Digital y Vinyl

| Digital and vinyl bonus tracks |                                                   |          |  |
| N.º                            | Título                                            | Duración |  |
| 11.                            | «Cry Thunder (Live Rehearsal)»                    | 5:13     |  |
| 12.                            | «Heart of the Storm (Alternative Chorus Version)» | 4:43     |  |
| 13.                            | «Avant La Tempête (Instrumental)»                 | 2:00     |  |

Bonus track de la versión japonesa

| Japanese bonus track |                                                       |          |  |
| N.º                  | Título                                                | Duración |  |
| 14.                  | «Power of the Ninja Sword (Cover de Shadow Warriors)» | 3:37     |  |

## Formación
- Herman Li: Guitarra eléctrica Líder y Rítmica, voz de acompañamiento.
- Sam Totman: Guitarra eléctrica Líder y Rítmica, voz de acompañamiento.
- Vadim Pruzhanov: Teclados, piano, voz de acompañamiento.
- Dave Mackintosh: Batería, voz de acompañamiento.
- Frédéric Leclercq: Bajo, voz de acompañamiento.
- Marc Hudson  (Cantante): Vocalista

## Músicos adicionales
- Emily Ovenden: Coros
- Clive Nolan: Coros